# Labores (kommun i Spanien)
Labores är en kommun i Spanien.   Den ligger i provinsen Provincia de Ciudad Real och regionen Kastilien-La Mancha, i den centrala delen av landet, 130 km söder om huvudstaden Madrid. Antalet invånare är 651.